# Beladice
Beladice (in ungherese Bélád) è un comune della Slovacchia facente parte del distretto di Zlaté Moravce, nella regione di Nitra.